# Тульская губерния
Ту́льская губе́рния — административно-территориальная единица Российской империи, РСФСР и СССР, существовавшая в 1796—1929 годах. Губернский город — Тула.

## География
Губерния была расположена в центре Европейской части Российской империи. Граничила на севере с Московской, на юге и юго-западе с Орловской, на юго-востоке с Тамбовской, на востоке с Рязанской, на западе со Калужской губерниями. Площадь губернии составляла 27 204,4 вёрст² (30 959 км²) — в 1897 году, 25 464 км² — в 1926 году

## История

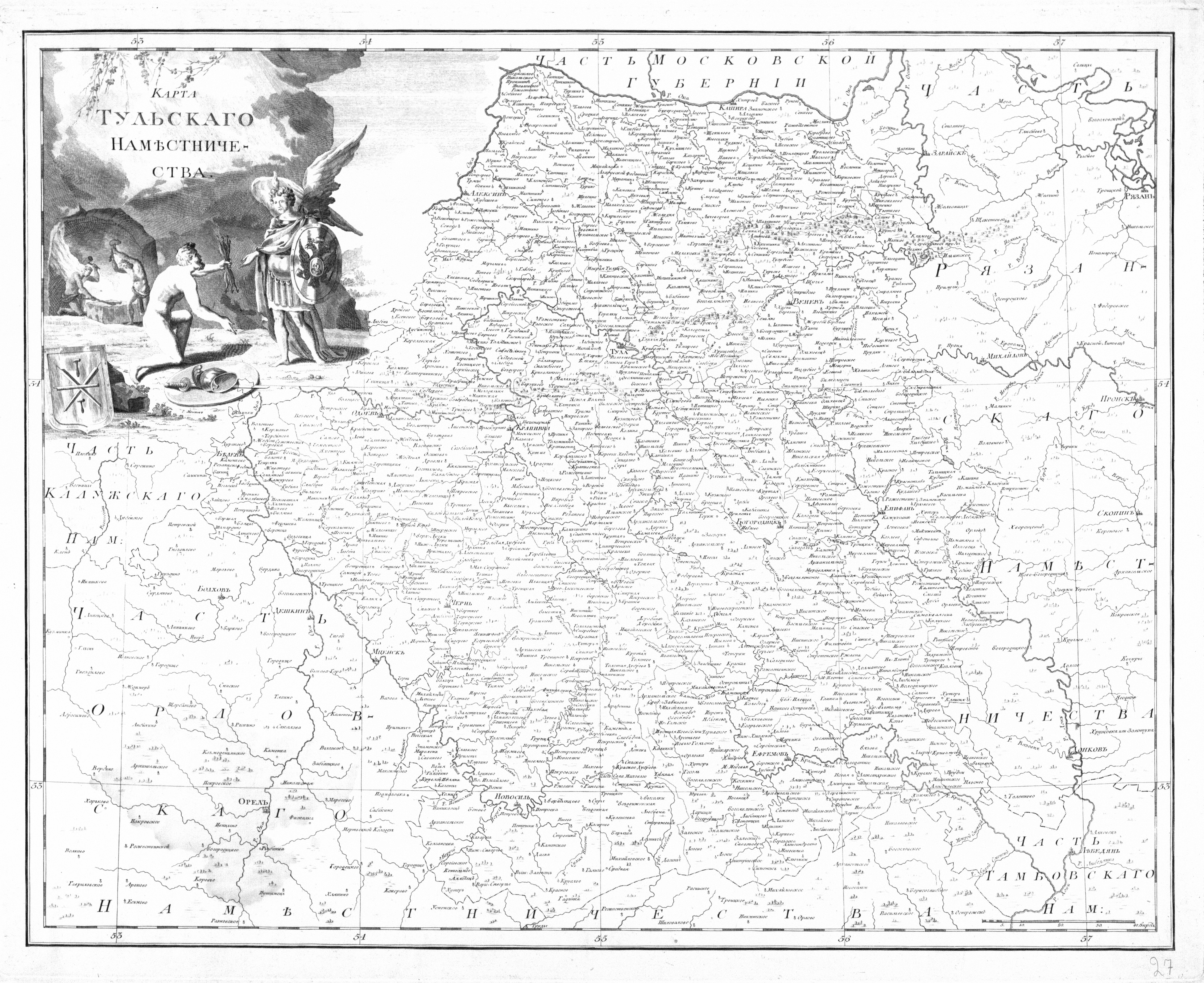
Карта Тульского наместничества из Российского атласа из сорока четырёх карт состоящего и на сорок на два наместничества Империю разделяющего" (1792).

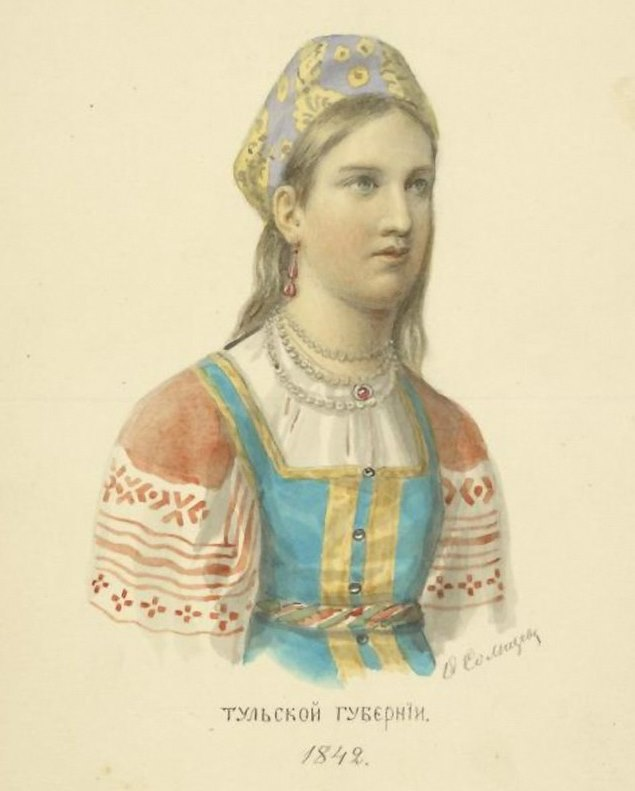
Фёдор Солнцев. Девушка Тульской губернии. 1842 год

- В XIII—XV веках на территории губернии существовало самостоятельное Новосильское княжество, позднее вошедшее в состав Московского государства.
- В 1777 году в ходе административной реформы Екатерины II было учреждено Тульское наместничество, включившее в себя большую часть территории бывшей Тульской провинции Московской губернии.
- 12 октября 1796 года на основании указа Павла I Тульское наместничество было преобразовано в Тульскую губернию.
- Тульская губерния была в числе 17 регионов, признанных серьёзно пострадавшими, во время голода 1891—1892 годов.
- После Октябрьской революции 1917 года Тульская губерния вошла в состав образованной в 1918 году Российской Советской Федеративной Социалистической Республики (РСФСР).
- В 1924 году в губернии проведено районирование, уезды были дополнительно разделены на районы, в 1926 году все уезды были упразднены.
- Постановлением Президиума ВЦИК «Об образовании на территории РСФСР административно-территориальных объединений краевого и областного значения» от 14 января 1929 года с 1 октября 1929 года Тульская губерния была упразднена. Была образована Центрально-промышленная область (с 3 июня 1929 года — Московская область) с центром в городе Москве, в составе, в качестве основного массива, губерний Московской, Тверской, Тульской и Рязанской[3][4].

## Административное деление

Административное деление Тульской губернии

В 1777 году при учреждении Тульского наместничества в его состав вошли 12 уездов.
В 1796 году после преобразования в губернию Богородицкий, Крапивенский и Чернский уезды были упразднены, но в 1802 году вновь восстановлены.
| №  | Уезд         | Уездный город           | Герб уездного города | Площадь, кв. вёрст | Население (1897), чел. |
| -- | ------------ | ----------------------- | -------------------- | ------------------ | ---------------------- |
| 1  | Алексинский  | Алексин (3 465 чел.)    |                      | 1 742,8            | 73 001                 |
| 2  | Белёвский    | Белёв (9 562 чел.)      |                      | 1 532,9            | 78 289                 |
| 3  | Богородицкий | Богородицк (4 768 чел.) |                      | 2 745,1            | 155 403                |
| 4  | Венёвский    | Венёв (5 167 чел.)      |                      | 2 201,3            | 104 228                |
| 5  | Епифанский   | Епифань (4 174 чел.)    |                      | 2 093,6            | 114 670                |
| 6  | Ефремовский  | Ефремов (9 038 чел.)    |                      | 3 624,1            | 171 081                |
| 7  | Каширский    | Кашира (4 038 чел.)     |                      | 1 723,3            | 66 535                 |
| 8  | Крапивенский | Крапивна (6 146 чел.)   |                      | 1 923,2            | 102 926                |
| 9  | Новосильский | Новосиль (2 912 чел.)   |                      | 2 889,8            | 143 292                |
| 10 | Одоевский    | Одоев (4 317 чел.)      |                      | 2 012,0            | 91 166                 |
| 11 | Тульский     | Тула (114 733 чел.)     |                      | 2 097,7            | 211 059                |
| 12 | Чернский     | Чернь (3 660 чел.)      |                      | 2 618,6            | 107 806                |

В 1923 году Каширский уезд передан в состав Московской губернии.
В 1924 году в результате районирования ликвидированы Епифанский, Одоевский и Чернский уезды, оставшиеся 8 уездов разделены на 56 районов.
В 1925 году Новосильский уезд передан в состав Орловской губернии.
В 1925 — 1926 годах ликвидированы все оставшиеся уезды, на 12 июля 1926 года губерния была разделена на 41 район.
В 1929 году к моменту ликвидации Тульской губернии в её состав входило 28 районов.

## Демография

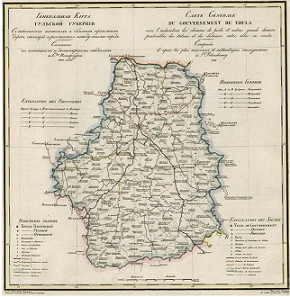
Карта Тульской губернии 1821 года

В составе Российской империи Тульская губерния считалась одним из захолустий. Из 50 губерний Европейской России она, по данным Первой всеобщей переписи населения Российской империи в 1897 году, занимала 47-е место. В 1914 году крестьяне составляли 87,4 % населения губернии, городские сословия — 8 %, военные — 3 %, дворяне — 0,8 %, прочие — 0,8 %.
Национальный состав в 1897 году:
| Уезд             | русские | евреи |
| ---------------- | ------- | ----- |
| Губерния в целом | 99,5 %  | …     |
| Алексинский      | 99,8 %  | …     |
| Белёвский        | 99,8 %  | …     |
| Богородицкий     | 99,8 %  | …     |
| Венёвский        | 99,9 %  | …     |
| Епифанский       | 99,9 %  | …     |
| Ефремовский      | 99,8 %  | …     |
| Каширский        | 99,9 %  | …     |
| Крапивенский     | 99,8 %  | …     |
| Новосильский     | 99,9 %  | …     |
| Одоевский        | 99,9 %  | …     |
| Тульский         | 97,7 %  | 1,1 % |
| Чернский         | 99,8 %  | …     |

### Религия
В 1910 году в Тульской епархии состояло 990 церквей и 11 монастырей. В Туле до революции 1917 года было 66 храмов.

### Дворянские роды

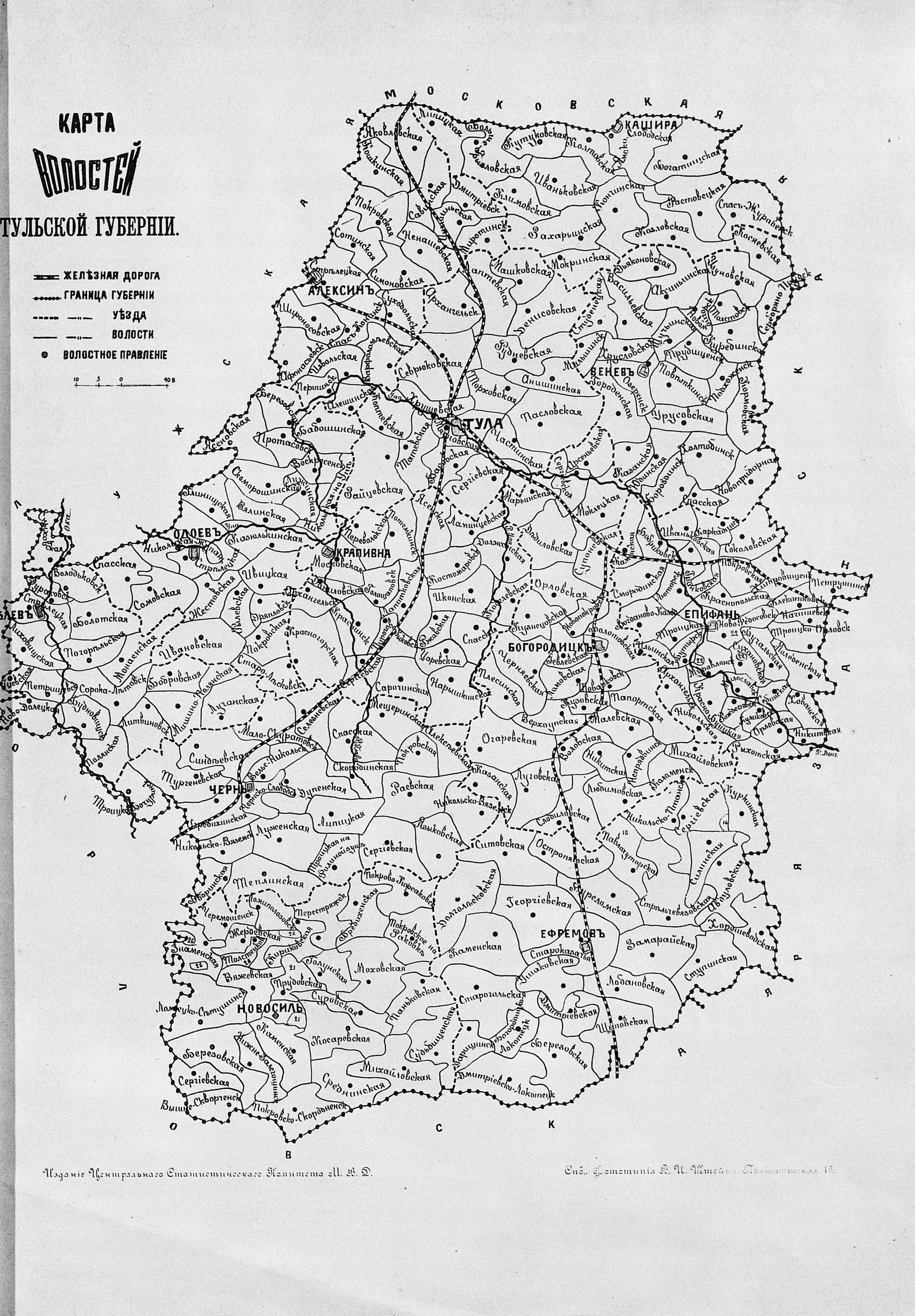
Волости Тульской губернии

## Руководство губернии
См. также Список глав Тульского региона

### Губернаторы
| Ф. И. О.                                        | Титул, чин, звание               | Время замещения должности |
| ----------------------------------------------- | -------------------------------- | ------------------------- |
|                                                 | Тульское наместничество          |                           |
| генерал-губернатор Кречетников Михаил Никитович | Генерал-поручик                  | 1777—1793                 |
| генерал-губернатор Кашкин Евгений Петрович      | Генерал-аншеф                    | 1793—1796                 |
| правитель Муромцев Матвей Васильевич            | Генерал-поручик                  | 1777—1784                 |
| правитель Заборовский Иван Александрович        | Генерал-поручик                  | 1784—1790                 |
| правитель Лопухин Андрей Иванович               | Действительный статский советник | 1790—1796                 |
|                                                 | Тульская губерния                |                           |
| Оболенский Пётр Николаевич                      | Действительный статский советник | 07.01.1797 — март 1797    |
| Лаптев Николай Симонович                        | Действительный статский советник | 19.03.1797 — 27.04.1797   |
| Гедеонов Михаил Яковлевич                       | Действительный статский советник | 27.04.1797 — февраль 1798 |
| Граве Николай Давыдович                         | Действительный статский советник | 27.02.1798 — 15.07.1800   |
| Томилин Яков Михайлович                         | Действительный статский советник | 15.07.1800 — 11.01.1801   |
| Иванов Николай Петрович                         | Действительный статский советник | 11.01.1801 — 08.07.1811   |
| Богданов Николай Иванович                       | Генерал-лейтенант                | 08.07.1811 — 27.01.1814   |
| Лагода Иван Григорьевич                         | Действительный статский советник | 22.01.1816 — 28.08.1816   |
| Оленин Евгений Иванович                         | Генерал-майор                    | 28.08.1816 — 20.11.1819   |
| Васильев Владимир Фёдорович                     | Действительный статский советник | 01.02.1820 — 16.04.1823   |
| Кривцов Николай Иванович                        | Статский советник                | 16.04.1823 — 28.03.1824   |
| Тухачевский Николай Сергеевич                   | Статский советник                | 1824 — 21.02.1827         |
| Хилков Дмитрий Александрович                    | Статский советник                | 21.02.1827 — 05.05.1827   |
| Трейблут Иван Христофорович                     | Статский советник                | 05.05.1827 — 01.05.1830   |
| Борисов Василий Андрианович                     | Статский советник                | 01.05.1830 — 23.05.1831   |
| Штаден Евстафий Евстафьевич                     | Генерал-лейтенант                | 23.05.1831 — 16.03.1832   |
| Гевлич Авксентий Павлович                       | Статский советник                | 16.03.1832 — 15.11.1833   |
| Зуров Елпидифор Антиохович                      | Генерал-майор                    | 15.11.1833 — 26.01.1839   |
| Аверкиев Александр Егорович                     | Действительный статский советник | 26.01.1839 — 09.09.1840   |
| Голицын Андрей Михайлович                       | Генерал-майор                    | 09.09.1840 — 16.06.1846   |
| Муравьёв-Амурский Николай Николаевич            | Генерал-майор                    | 16.06.1846 — 13.11.1847   |
| Крузенштерн Николай Иванович                    | Генерал-майор                    | 13.11.1847 — 04.04.1850   |
| Казадаев Владимир Александрович                 | Статский советник                | 04.04.1850 — 21.10.1850   |
| Дараган Пётр Михайлович                         | Генерал-майор                    | 21.10.1850 — 01.01.1865   |
| Шидловский Михаил Романович                     | Генерал-майор                    | 01.01.1865 — 31.03.1870   |
| Арсеньев Юлий Константинович                    | Тайный советник                  | 23.05.1870 — 24.03.1873   |
| Ушаков Сергей Петрович                          | Тайный советник                  | 24.03.1873 — 01.01.1887   |
| Зиновьев Николай Алексеевич                     | Тайный советник                  | 05.02.1887 — 23.12.1893   |
| Шлиппе Владимир Карлович                        | Тайный советник                  | 23.12.1893 — 01.05.1905   |
| Арцимович Михаил Викторович                     | Действительный статский советник | 02.12.1905 — 07.07.1907   |
| Кобеко Дмитрий Дмитриевич                       | Действительный статский советник | 07.07.1907 — 31.12.1912   |
| Лопухин Виктор Александрович                    | Действительный статский советник | 31.12.1912 — 1914         |
| Тройницкий Александр Николаевич                 | Действительный статский советник | 1914 — 1917               |

### Губернские предводители дворянства
| Ф. И. О.                                 | Титул, чин, звание                      | Время замещения должности |
| ---------------------------------------- | --------------------------------------- | ------------------------- |
| Давыдов Иван Кириллович                  | генерал-майор                           | 1777—1780                 |
| Арсеньев Дмитрий Васильевич              | генерал-майор                           | 1780—1782                 |
| Шипов Михаил Иванович                    | генерал-майор                           | 1783—1785                 |
| Давыдов Иван Иванович                    | генерал-поручик                         | 1786—1788                 |
| Шипов Михаил Иванович                    | генерал-поручик                         | 1789—1791                 |
| Протасов Андрей Иванович                 | полковник                               | 1791—1795                 |
| Исленьев Александр Алексеевич            | действительный статский советник        | 1796—1798                 |
| Прозоровский Дмитрий Александрович       | князь, статский советник                | 1799—1801                 |
| Вадбольский Пётр Сергеевич               | князь, надворный советник               | 1802—1810                 |
| Похвиснев Василий Иванович               | статский советник                       | 1811—1816                 |
| Бибиков Пётр Семёнович                   | генерал-майор                           | 1816—22.05.1817           |
| Мансуров Дмитрий Сергеевич               | статский советник                       | 28.05.1817—07.01.1829     |
| Игнатьев Дмитрий Львович                 | генерал-майор                           | 07.01.1829—18.06.1832     |
| Лобанов-Ростовский Алексей Александрович | князь, действительный статский советник | 19.06.1832—09.02.1835     |
| Шатилов Николай Васильевич               | статский советник                       | 09.02.1835—08.02.1838     |
| Арапетов Иван Иванович                   | майор                                   | 08.02.1838—27.01.1844     |
| Левшин Алексей Ираклиевич                |                                         | 24.02.1844—19.03.1844     |
| Елагин Александр Николаевич              | коллежский асессор                      | 20.03.1844—1846           |
| Норов Владимир Андреевич                 | ротмистр                                | 28.01.1847—16.06.1853     |
| Арсеньев Александр Николаевич            | гвардии ротмистр                        | 16.06.1853—09.01.1859     |
| Минин Василий Петрович                   | гвардии штабс-ротмистр                  | 09.01.1859—17.03.1862     |
| Бобринский Василий Алексеевич            | граф, гвардии поручик                   | 17.03.1862—07.06.1862     |
| Коптев Дмитрий Иванович                  | коллежский асессор, и. д.               | 23.07.1862—07.01.1865     |
| Минин Василий Петрович                   | отставной гвардии штабс-ротмистр        | 07.01.1865—15.02.1874     |
| Самарин Пётр Фёдорович                   | действительный статский советник        | 23.05.1874—22.02.1880     |
| Свечин Фёдор Александрович               | действительный статский советник        | 23.02.1880—16.01.1886     |
| Арсеньев Алексей Александрович           | тайный советник                         | 16.01.1886—01.05.1905     |
| Вакансия                                 |                                         | 1905—1906                 |
| Салтыков Александр Александрович         | статский советник                       | 22.12.1906—1913           |
| Еропкин Рафаил Дмитриевич                | действительный статский советник        | 1913—1917                 |

### Вице-губернаторы
| Ф. И. О.                       | Титул, чин, звание                                              | Время замещения должности |
| ------------------------------ | --------------------------------------------------------------- | ------------------------- |
| Украинцев Ларион Григорьевич   | бригадир                                                        | 1777—1782                 |
| Буданов Яков Семёнович         | статский советник (действительный статский советник)            | 1782—1784                 |
| Мясоедов Николай Ефимович      | бригадир, действительный статский советник                      | 1784—1790                 |
| Вельяминов Николай Иванович    |                                                                 | 1790—1792                 |
| Оболенский Пётр Николаевич     | князь, генерал-майор                                            | 1793—1795                 |
| Боборыкин Лукьян Иванович      | статский советник                                               | 1795—20.12.1796           |
| Тиньков Сергей Яковлевич       | коллежский советник (статский советник)                         | 06.01.1797—1798           |
| Беляев Иван Иванович           | действительный статский советник                                | 1798—1803                 |
| Новиков Александр Фёдорович    | статский советник                                               | 1803—1817                 |
| Колюпанов Николай Владимирович | надворный советник (статский советник)                          | 1817—1824                 |
| Васильев Константин Ильич      | статский советник (действительный статский советник)            | 1824—10.01.1834           |
| Ждановский Николай Иванович    | коллежский советник                                             | 10.01.1834—01.02.1838     |
| Гамалея Михаил Михайлович      | статский советник                                               | 01.02.1838—10.04.1845     |
| Баранович Станислав Михайлович | статский советник                                               | 10.04.1845—14.10.1853     |
| Никифоров Гавриил Макарович    | коллежский советник                                             | 14.10.1853—21.10.1866     |
| Быков Александр Михайлович     | действительный статский советник                                | 21.10.1866—19.03.1876     |
| Урусов Леонид Дмитриевич       | князь, в звании камер-юнкера (действительный статский советник) | 19.03.1876—08.08.1885     |
| Свербеев Дмитрий Дмитриевич    | в звании камергера, коллежский советник                         | 18.08.1885—20.12.1891     |
| Леонтьев Иван Михайлович       | в должности егермейстера, коллежский советник                   | 02.01.1892—12.12.1897     |
| Яшвиль Лев Владимирович        | князь, в звании камер-юнкера, статский советник                 | 12.12.1897—25.10.1904     |
| Хвостов Алексей Николаевич     | коллежский советник                                             | 25.10.1904—02.06.1906     |
| Лопухин Виктор Александрович   | статский советник                                               | 02.06.1906—1909           |
| Багговут Александр Карлович    | статский советник                                               | 1909—04.03.1913           |
| Страхов Владимир Митрофанович  | статский советник (действительный статский советник)            | 04.03.1913—1916           |
| Шеншин Владимир Николаевич     | коллежский асессор                                              | 1916—1917                 |

## Административные режимы

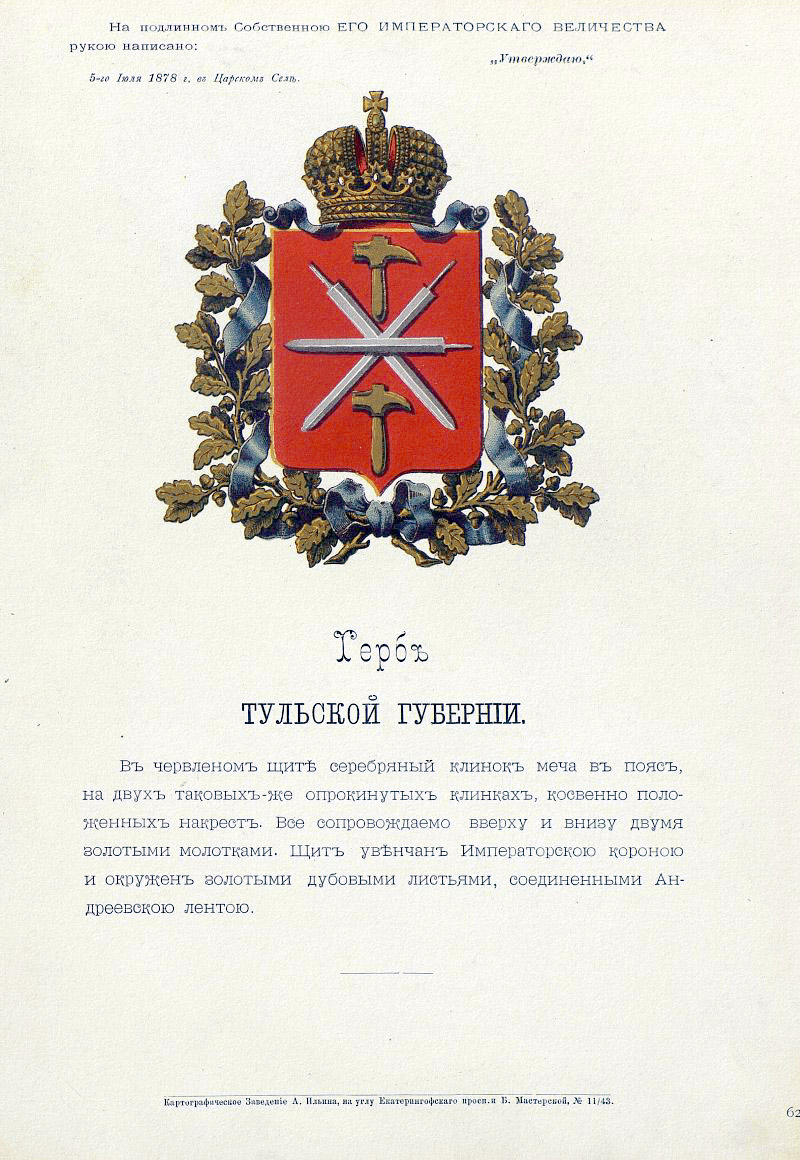
Герб губернии c оф.описанием, утверждённый Александром II (1878)

Губерния управлялась по «Общему учреждению губернскому». Губерния имела выборные земские учреждения. В губернии были введено «Положение о земских участковых начальниках» 1893 года. Губерния имела корпорированное дворянство и выборных предводителей дворянства. Губерния входила в Московский военный округ, Московский судебный округ, Московский учебный округ, Орловский почтово-телеграфный округ. Губерния относилась к Тульской и Белёвской епархии.

## Образование
По данным переписи 1897 года, 3/4 населения (78,45 %) было неграмотным. Имели начальное образование 20,5 %, среднее — 1 %, общее — 0,95 %, специальное — 0,06 %. Высшее образование имели 0,06 % населения губернии. Особенно низким был уровень образования женщин. Из 753 тысяч лиц женского пола накануне XX века с высшим образованием было только 35 человек, со средним специальным — 226. Все они принадлежали к имущим классам, а более 90 % местного женского населения не получало тогда даже начального образования.
К 1917 году в рамках осуществления программы введения всеобщего обязательного образования в России, принятой в 1908 году, численность начальных школ и грамотных в губернии удвоилась. Позже большевики приписали это достижение себе, приводя сравнения не с 1917 годом, а с 1897 годом.

## Экономика

### Сельское хозяйство
75 % земель в полеводстве, лугов 177 440 десятин (заливные луга до 37 000), лес до 250 000 десятин, неудобной земли около 3 % (86 500 десятин). Посевная площадь на 1902 год — 1 214 725 десятин. Зерновых и бобовых собрано более 63 556 тыс. пудов, в том числе 32 395 300 озимой ржи, 25 681 230 овса, 2 134 780 гречихи, 1 118 000 проса, 956 510 чечевицы, 841 320 озимой пшеницы, 247 500 гороха, до 137 000 ячменя, 44 280 яровой пшеницы. Под картофелем 76 683 десятины, собрано 54 524 270 пудов. Конопля — 23 604 десятины, собрано свыше 1 млн пудов семян и до 600 000 волокна; лён — 5237 десятин, сбор семени 152 580 пудов, волокна 129 340 пудов. Свекловица сеется только у сахарного завода в Богородицком уезде, несколько более 1 000 десятин; сбор свыше 63 600 берковцев. Огородничество промышленного значения не имеет. Садоводство главным образом в северных уездах: до 8 000 садов, преимущественно яблоки «антоновка». Табаководство (махорка) в Епифанском уезде, 74,5 десятины, сбор 4 600 пудов.
Скотоводство мало развито: лошадей 330 468 (71 конский завод), крупный рогатый скот 244 392, овец 887 925, свиней 110 750, коз 1 068, ослов и лошаков 20. Заготовка сена более 19 млн пудов. Кормовые травы (вика, клевер, тимофеевка, люцерна) занимали 15 000 десятин, сбор до 2 млн пудов.

### Подсобные промыслы
Выделка оконных рам, простой мебели, сундуков, самоваров, земледельческих машин (веялки, молотилки), ружей, плетение корзин, изготовление пеньковой и веревочной обуви для шахт Донбасса, прядение шерсти, изготовление домашнего сукна, выделка кож и овчин.
В 1901 году более 17 % сельского населения (243 561, в том числе 71 965 женщин) на отхожих промыслах вне границ губернии.

### Промышленность
На начало XX века: 1380 фабрик, заводов и ремесленных заведений, 22314 рабочих. Произведено продукции на 20264000 руб. В том числе: 188 предприятий (580 рабочих) перерабатывают продукты животного происхождения, 538 (4733 рабочих) — растительного, 459 (15873) — ископаемого, 195 (1118) — смешанного.

### Торговля
Выдано 13636 всякого рода торговых документов и билетов. 100 ярмарок, привезено товаров более чем на 2 млн руб. (хлеб, скот, лес, овощи, изделия кустарной промышленности и др.), продано 60 %. С 59 ж.-д. станций отправлено более 49 млн пудов грузов.
Финансы: 10 кредитных учреждений.